# آئیتور آرگی گالدوس
آئیتور آرگی گالدوس (اسپانیایی: Aitor Arregi Galdos‎؛ زادهٔ ۲۰ مه ۱۹۷۷) فیلم‌نامه‌نویس، کارگردان فیلم و استاد دانشگاه اهل اسپانیا است و از سال ۲۰۰۲ میلادی تاکنون مشغول فعالیت بوده است. وی در سال ۲۰۱۷ برندهٔ «جایزه گویا برای بهترین فیلم‌نامه غیراقتباسی» شد و همچنین در سال‌های ۲۰۱۷ و ۲۰۱۹ نامزد دریافت صدف طلایی جشنواره بین‌المللی فیلم سن سباستین شد. وی دانش‌آموختهٔ رشتهٔ مدیریت بازرگانی است و پس از آن در «مرکز هنرهای نمایشی ساروبه» در رشتهٔ فیلم‌سازی تحصیل کرد. از سال ۲۰۰۸ استادیار رشتهٔ ارتباطات سمعی-بصری در دانشگاه خصوصی موندراگون است.